# Грегор Мендел
Грѐгор Йо̀хан Мѐндел (на немски: Gregor Johann Mendel) е австрийски биолог (ботаник и генетик), монах-августинец, абат, често наричан „баща на генетиката“ заради неговите изследвания на наследствеността при граховите растения. Откритите от него закономерности в наследяването на моногенните признаци (тези закономерности днес са известни като Закони на Мендел) стават първата стъпка по пътя към съвременната генетика.

## Биография
Роден е на 22 юли 1822 г. в Хайнцендорф в близост до Нови Ичин в австрийската част на Силезия (днес Хинчице, Чехия), в семейство на немскоговорещи крепостни селяни. Твърдението, че между предците му има и чехи, не може да се докаже. Във всеки случай той се причислявал към немската народност, а родният му език е бил немски. Вследствие на факта, че е живял в двуезична среда, се е научил да говори свободно чешки. Баща му, Антон Мендел, е дребен земеделец. При злополука върху него пада дърво и той остава почти инвалид. Тогава Йохан Мендел е на 16 години и за да може да се издържа в учението, става августински монах и приема името брат Грегор. Следва известно време във Виена, след което завършва Теологическия колеж в Брюн (днес Бърно).
Грегор Мендел умира в Бърно на 6 януари 1884 г. на 61-годишна възраст от хроничен нефрит.

## Научна дейност

### Експерименти
В манастирската градина в Брюн Мендел започва серия експерименти по кръстосване на грах, които продължават осем години. През това време той засява над 30 000 растения и установява закономерностите на наследяване на редица признаци: оцветяване на семената, конфигурация на обвивката им, багра на цветовете и др.
Както посочва Мат Ридли в книгата си „Геномът“ (2002), това не са забавления на любител-градинар, а колосален, много добре обмислен и планиран експеримент – Мендел е добър математик и много ясно си дава сметка какво открива. По този начин той наистина поставя началото на генетиката като наука.

### Представяне
Представя труда си пред брюнското Общество за изучаване на естествени науки и го публикува през 1866 г. в бюлетина на това общество под заглавие „Изследвания върху растителните хибриди“ („Versuchen ueber Pflanzen-Hybriden“).

### Признание
Научната общност в средата на 19 век не е готова да осъзнае значимостта на откритието на Мендел, тъй като то остава „неразбрано“ до 1900 г. Тогава трима учени, независимо един от друг – Карл Коренс в Германия, Ерих фон Чермак в Австрия и Хуго де Фриз в Нидерландия – „преоткриват“ законите на Мендел. Затова 1900 г. обикновено се смята за рождена дата на генетиката.
В периода 1948 – 1964 г. в СССР и социалистическите страни официална подкрепа получават погрешни представи за наследствеността и развитието на организмите, пропагандирани от акад. Т. Д. Лисенко. Генетиката е обявена за идеалистична буржоазна наука, нейните привърженици са гонени, учебниците по биология са пренаписани. Сред очерняните учени неизменно е и Мендел. В България през април 1949 г. е проведена Биологическа конференция, свикана от БАН, след която започват усилия за пълното изкореняване на реакционното Вайсман-Мендел-Морганово направление от нашата биологическа наука.